# Sit ala-roig
El sit ala-roig (Peucaea carpalis) és una petita espècie d'ocell de la família dels passerèl·lids resident en el sud-oest dels Estats Units (Arizona) i el nord-oest de Mèxic (Sonora i Sinaloa).

## Descripció
Pardal de colors discrets; l'epítet "ala-roig" es limita a un pegat petit i amb prou feines visible que té a l'espatlla. Cap i coll grisos amb la capçalera de color vermellós i la línia dels ulls de color vermellós. Bec rosa fort. Els costats són beix i sense ratlles als adults. L'esquena i les ales també són beix amb marques fines. La gola és més pàl·lida i està vorejada amb línies fosques fines. Principalment una espècie mexicana amb una distribució molt limitada als EUA; es troba en parelles o en petits estols a les praderies arbustives. El cant és variable i està compost generalment per unes poques notes però clares i trinats.

## Taxonomia
Es reconeixen tres subespècies:
- P. c. carpalis (Coues, 1873) sud-oest d'USA i nord-oest de Mèxic.
- P. c. bangsi (Moore, 1932) del centre nord de Sonora fines al nord de Sinaloa (nord-oest de Mèxic.)
- P. c. cohaerens (Moore, 1946) nord i centre de Sinaloa (oest de Mèxic.)